# Ван Шу
Ван Шу (кит. 王澍; род. 4 ноября 1963 года) — китайский архитектор, декан Института архитектуры Китайской академии искусств в Ханчжоу. В 2012 году стал первым китайским гражданином — обладателем Прицкеровской премии.

## Детство и образование
Ван Шу родился 4 ноября 1963 года в Урумчи, административном центре Синьцзян-Уйгурского автономного района на северо-западе КНР. Ван начал рисовать будучи ребёнком, без какого-либо художественного образования. В качестве компромисса между собственными увлечениями и желанием родителей Ван Шу поступает в Нанкинский технологический институт (ныне Юго-Восточный университет) в Нанкине, Цзянсу, где в 1985 году получает степень бакалавра, а в 1988 — магистра.
После окончания института Ван Шу переезжает в Ханчжоу из-за городских природных ландшафтов и древних художественных традиций провинции. Здесь он работает в Чжэцзянской академии изящных искусств (ныне Китайская академия искусств) и в 1990 году заканчивает свой первый архитектурных проект — молодёжный центр в небольшом городе Хайнинь, недалеко от Ханчжоу. У Вана не было никаких заказов с 1990 по 1998 год, тем не менее он решает продолжить своё образование в Школе архитектуры Университета Тунцзи, где получает докторскую степень в 2000 году.

## Карьера

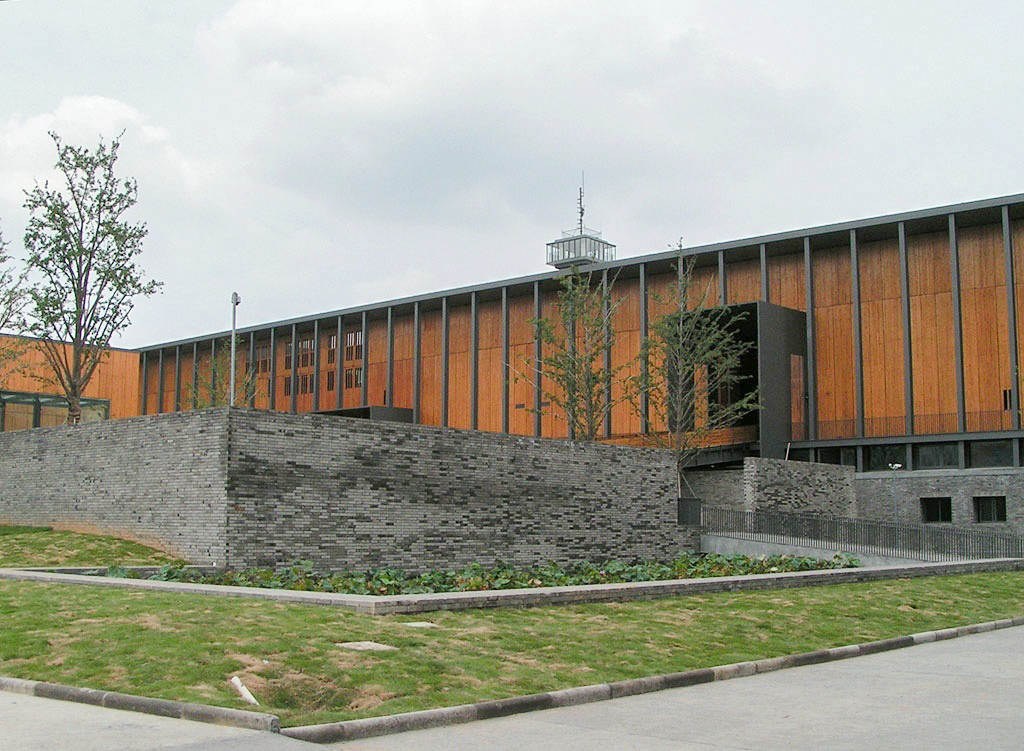
Музей искусств в Нинбо (2005)

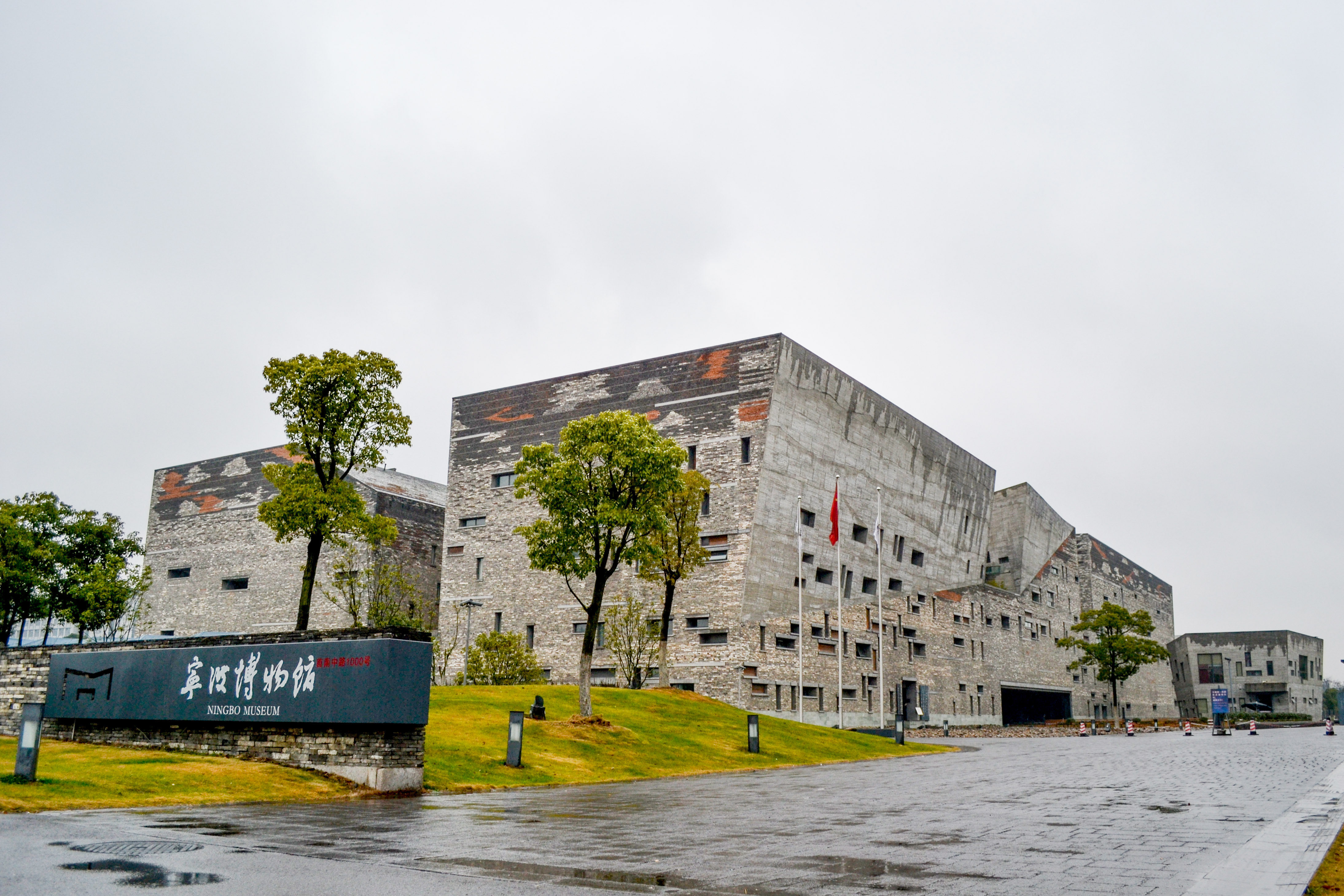
Музей Нинбо (2008)

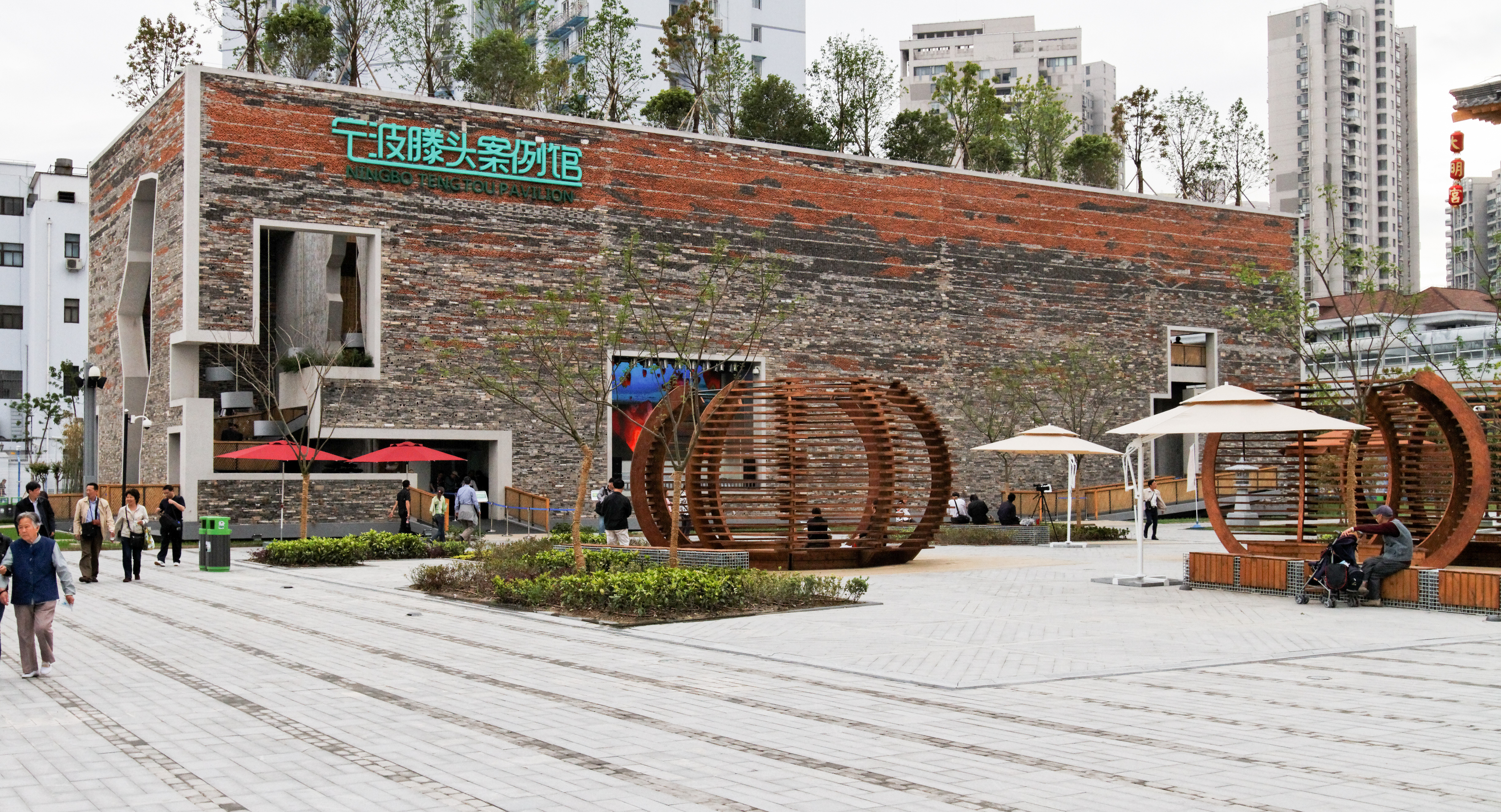
Павильон Нинбо Тэнту, Шанхай Экспо (2010)

В 1997 году Ван Шу и его супруга Лу Вэньюй, также архитектор, основали в Ханчжоу студию Amateur Architects, в переводе «любительское бюро». Они выбрали это название как упрек «профессиональной, бездушной архитектуре» практикующейся в Китае, которая, как они считают, способствовала крупномасштабному сносу многих старинных городских кварталов.
Ван Шу вступает в Китайскую академию искусств в 2000 году как профессор, в 2003 году он становится главой департамента архитектуры, в 2007 — деканом школы архитектуры.
В 2000 году Ван разрабатывает проект библиотеки колледжа Вэньчжэн университета Сучжоу, который выигрывает первую премию Архитектурного искусства Китая в 2004 году. Его «Пять рассыпанных домов» в Нинбо выигрывают премию Холчим «в интересах устойчивого строительства в Азиатско-Тихоокеанском регионе» в 2005 году. В 2008 году его «Вертикальные дворы» в Ханчжоу были номинированы на международную награду High Rise Award.
В 2008 году он завершил музей Нинбо, право на проектирование которого он выиграл на международном конкурсе. Фасад здания построен полностью из переработанного кирпича, а его форма напоминает близлежащие горы — отражает природную обстановку местности. В 2009 году музей выигрывает премию имени Лу Баня, главную архитектурную награду в Китае.
Среди других крупных проектов Вана стоит отметить Музей искусств в Нинбо (2005), Сяньшанский кампус Китайской академии искусств (Ханчжоу 2007) и Старый город на улице Чжуншань （улица Сунь Ят-сена), Ханчжоу (2009).
Его архитектура описывается как «открывающая новые горизонты, в то же время резонирующая с местом и воспоминаниями», экспериментальная и как редкий пример критического регионализма в Китае.
Ван Шу создает современные здания, используя традиционные материалы и применяя старые технологии. Музей Нинбо был построен из кирпичей от снесенных зданий. Ван является сторонником архитектурного наследия, он считает, что глобализация лишает города их собственного, особого облика.

## Награды
В 2010 году Ван и его супруга Лу Вэньюй стали лауреатами немецкой Шеллинговской премии, в 2011 году он становится обладателем золотой медали французской Академии архитектуры.
В 2012 году Ван Шу становится лауреатом Притцкеровской премии, первым китайским гражданином — обладателем премии (вторым лауреатом китайского происхождения после Бэя Юймина).

## Личная жизнь
Отец Вана Шу музыкант и плотник-любитель. Его мать — учитель и школьный библиотекарь в Пекине. Его сестра также является учителем.
Ван состоит в браке с Лу Вэньюй, которая также является его бизнес-партнером и помощником профессора архитектуры Китайской академии искусств. В интервью Los Angeles Times Ван выразил мнение, что его жена заслужила разделить Притцкеровскую премию с ним.